# Bannion
Bannion (ang. The Big Heat) – amerykański film kryminalny z 1953 roku w reżyserii Fritza Langa. Film należy do klasyki nurtu noir. Bohaterem jest policjant, który bezpardonowo walczy z przestępczym syndykatem kontrolującym miasto. Scenariusz został napisany przez Sydneya Boehma na podstawie serii publikowanej w „The Saturday Evening Post” przez Williama P. McGiverna. 
W 2011 roku film został umieszczony w National Film Registry – liście filmów budujących dziedzictwo kulturowe Stanów Zjednoczonych, do przechowywania w Bibliotece Kongresu.

## Fabuła
Detektyw Dave Bannion (Glenn Ford) prowadzi śledztwo w sprawie samobójstwa policjanta Duncana. Praca wygląda na rutynowe dochodzenie, dopóki sprawa nie zostaje zamknięta po tym, jak pewna dziewczyna dostarcza Bannionowi dowody na popełnienie morderstwa. Żona Duncana (Jeanette Nolan) twierdzi, że jego powodem samobójstwa była nieuleczalna choroba męża. Bannion odkrywa jednak, że Duncan był zupełnie zdrów, do tego planował nawet rozwód i rozpoczęcie nowego życia z kochanką. Ta ostatnia zostaje wkrótce zamordowana, a przełożeni zakazują dociekliwemu policjantowi zajmować się jej śmiercią. W odpowiedzi Bannion zwalnia się ze służby, by działać dalej na własną rękę. W trakcie prywatnego dochodzenia dowiaduje się, że jego kolega był członkiem gangu, który rządzi miastem, korumpując lub zastraszając niewygodnych pracowników aparatu sprawiedliwości i świadków. 
Bohater filmu stosując równie brutalne metody co jego przeciwnicy, samotnie zmierza do celu. W mrocznym świecie, w którym przyszło mu działać, nie ma miejsca na sentymenty. Wygrać mogą tylko najsilniejsi i najbardziej bezwzględni. W czasach, gdy powstał Bannion, podobne ujęcie głównej postaci było nowością, nawet jeśli chodzi o nurt noir, do którego klasycznych osiągnięć należy obraz Langa.

## Nagrody
- Nagroda im. Edgara Allana Poego 1954
- National Film Preservation Board, USA 2011

## Obsada
- Glenn Ford jako detektyw Dave Bannion
- Gloria Grahame jako Debby Marsh
- Lee Marvin jako Vince Stone
- Jeanette Nolan jako Bertha Duncan
- Alexander Scourby jako Mike Lagana
- Jocelyn Brando jako Katie Bannion
- Adam Williams jako Larry Gordon
- Kathryn Eames jako Marge, szwagierka Banniona
- John Crawford jako Al, szwagier Banniona
- Linda Bennett jako Joyce Bannion, córka Banniona
- Chris Alcaide jako George Rose
- Peter Whitney jako Tierney
- Willis Bouchey jako porucznik Ted Wilks
- Robert Burton jako detektyw Gus Burke
- Howard Wendell jako Higgins, komisarz policji
- Michael Granger jako Hugo
- Dorothy Green jako Lucy Chapman
- Carolyn Jones jako Doris
- Dan Seymour jako pan Atkins
- Edith Evanson jako Selma Parker